# 犬塚賀子
犬塚 賀子（いぬづか よしこ、1969年1月20日 - ）は、日本の元女優。本名同じ。旧芸名:木之原 賀子（きのはら よしこ）。
東京都新宿区神楽坂出身東京女子体育短期大学卒業。ティーアーチストに所属していた。

## 来歴・人物
姉が居る。幼少時代から保母に憧れていたが、高校2年の時にスカウトされて芸能界入り。1988年の紹介記事では短大は休学していると紹介されており、「保母になることが小さいころからの夢でしたが、現実もわかってきた。学校は卒業するつもりです」とコメントしており、女優業については「努力次第ですので、一生懸命頑張ります」と答えている。その後、1992年執筆の『テレビ・タレント人名事典』掲載のプロフィールでは在学中に保母の資格を習得したと明記されている。
1986年に、日本テレビ系列の木曜ゴールデンドラマ『結婚幻想』でデビュー後、テレビ朝日系列のドラマ『避暑地の猫』（1988年）などに出演する。1989年、特撮テレビドラマ『高速戦隊ターボレンジャー』（テレビ朝日）にピンクターボ/森川はるな役でレギュラー出演して注目される。1991年、テレビ朝日系の『代表取締役刑事』に南条冴子刑事役でレギュラー出演。
『ターボレンジャー』で共演した佐藤健太によれば、木之原は体育短期大学出身であったがスポーツ専攻ではなかったため体力的についていけず、5人で走るシーンでは男性4人が気を使って速度を調整していたという。第2話での敵の攻撃を受けながら走って逃げるというシーンを撮影した翌日には、筋肉痛で立てず撮影に来ることができなかった。また、爆破シーンでは佐藤ら共演者が驚くほどの悲鳴をあげており、ファンの間でも語りぐさとなっている。
デビュー以来木之原 賀子（）の芸名で活動していたが、後に本名である犬塚 賀子（）へ改名した。

## 出演

### テレビドラマ
- 木曜ゴールデンドラマ / 結婚幻想（1986年、NTV）
- 瑠璃彩夢物語（1987年、NTV）
- 避暑地の猫（1988年、ANB）
- 高速戦隊ターボレンジャー（1989年 - 1990年、ANB） - 森川はるな / ピンクターボ
- 火曜スーパーワイド / 京都花見小路殺人事件 舞妓さんは名探偵!（1989年、ANB）
- ときめきの午後（1989年、CBC）
- 風子 いつの日か風のように（1990年、NHK）
- 愛の劇場 / いつか誰かと（1990年、TBS）
- お江戸捕物日記 照姫七変化（1990年、CX）
- あばれ八州御用旅（TX）
  - 第1シリーズ 第5話「唐丸破り!!人情切り裂く三千両」（1990年） - お秋
  - 第3シリーズ 第3話「縁切り寺異聞 尼寺の罠」（1992年） - 妙真尼（犬塚賀子名義）
- 代表取締役刑事 第25話 - 第45話（1991年、ANB） - 辰巳署刑事・南条冴子
- さすらい刑事旅情編IV 第8話「函館ロマン旅行・女子大生の愛と死」（1991年、ANB）
- 妻たちの劇場 / 明るい家庭の作り方（1992年、CX）
- 平成就職物語（1992年、CX）
- 有言実行三姉妹シュシュトリアン 第19話「妖怪・理想の主婦」（1993年、CX） - 林ルミ / 妖怪・理想の主婦（犬塚賀子名義）
- はぐれ刑事純情派VI 第8話「勘当された娘 落語家に化けた刑事」（1993年、ANB）（犬塚賀子名義）

### 映画
- 劇場版 高速戦隊ターボレンジャー（1989年、東映） - 森川はるな / ピンクターボ

### オリジナルビデオ
- コロッケの不思議体験ゾーン 世にも奇妙な物語 悪霊編 第2話「デスゲーム」（1991年、レッドウェイブ）
- 恋のStep Up! 変身美女攻略法（1992年、日本コロムビア）
- 現実にあった身の毛も妖逆つ怖いお話し 第1話「死者は語る…」（1993年、ハゴロモホームシネマ）